# László Sólyom
László Sólyom (født 3. januar 1942 i Pécs, Ungarn, død 8. oktober 2023) var Ungarns præsident i perioden 2005-2010. Sólyom repræsenterede intet særligt politisk parti, men blev støttet af højrefløjen.
Sólyom er uddannet advokat. Han blev doktor i jura fra Pécs Universitet i 1964 og blev senere uddannet bibliotekar ved det statslige Széchényi-bibliotek. Efterfølgende arbejdede han som professor ved flere universiteter og juridiske institutter i Budapest, bl.a. Eötvös Loránd University fra 1983, Pázmány Péter Catholic University fra 1996 og på det tysksprogede Julius Andrássy Universitet fra 2002. I tre år arbejdede han desuden som underviser ved Friedrich-Schiller-Universität Jena i Tyskland.
Sólyom var i 1987 en af grundlæggerne af det konservativt-kristendemokratiske Ungarns Demokratiske Forum, men forlod partiet allerede i 1989, da han blev valgt til landets forfatningsdomstol, som han senere blev leder af. I 2000 grundlagde han en miljø- og civilretsaktivistisk ngo. I samarbejde med den ungarsk-tyske forfatningsjurist Georg Brunner skrev han flere bøger om forfatningsret.
Han tiltrådte præsidentembedet 5. august 2005 og fungerede i embedet frem til 6. august 2010.

## Æresbevisninger
László Sólyom blev 31. august 2006 Kommandør af Storkorset af Trestjerneordenen.